# Gerard Toorenaar
 (janvier 2025).
Gerard Jan Toorenaar est un commissaire néerlandais. Il est de 1952 à 1984 au service de la police d’Amsterdam.

## Biographie
Gerard Jan Toorenaar est né à La Haye le 30 mai 1925, son père était policier. Il fait son service militaire en tant qu'officier de cavalerie.  
Ensuite il demande à être affecté à la police militaire et en 1946, il se rend en Indonésie en tant que sous-lieutenant. Il y rejoint la police militaire du KNIL à Palembang. 
De retour aux Pays-Bas, il intègre la police d'Amsterdam de 1952 à 1984. 
Dans les années 1970, Toorenaar est, entre autres, inspecteur en chef et commissaire au sein de la police d'Amsterdam. À la tête de la brigade des stupéfiants, il est alors connu comme le combattant contre le commerce naissant de l'héroïne. En 1976, il dit qu'« il pleut de l'héroïne sur la Hollande ». 
En 1968, il acquiert une renommée internationale grâce à son rôle de premier plan dans la résolution d'une affaire impliquant une organisation mondiale de contrebandiers d'or opérant à partir de Londres. Il est alors considéré comme l'un des cinq plus grands détectives au monde.
Il dirige plusieurs affaires très médiatisées, dont l'enquête sur l'enlèvement de l'homme d'affaires Maup Caransa (en), en 1977. Pour sa libération, une rançon de dix millions de florins est versée. Plus tard, Toorenaar annonce que les billets étaient marqués. Finalement, seul un mafieux italien est arrêté aux États-Unis en possession d'un demi-million de florins en billets marqués. 
Il est également impliqué dans le volet néerlandais de l'affaire Charles Sobhraj et dans l'affaire Mathilde Willink, l'épouse de l'artiste Carel Willink. Retrouvée morte, chez son amant, une balle dans la tête et de la drogue autour d'elle, la police d'Amsterdam finit par conclure à un suicide malgré de nombreuses incohérences notés par Toorenaar. 
En 1979, après divers scandales de corruption au sein de la police d'Amsterdam, Toorenaar est transféré du service central d'enquête criminelle au bureau de Lijnbaansgracht, dont il est chargé. Bien que son implication directe n'ait jamais été prouvée, Toorenaar a lui-même fait l'objet de plusieurs enquêtes pour corruption.
En 1980, une enquête révèle qu'il avait fait « un usage peu clair d'informateurs douteux » et est accusé d'« une performance très solo ». Cependant, le ministre de l'Intérieur Hans Wiegel et le maire d'Amsterdam Wim Polak n'y voient aucune raison de le limoger. 
En 1983, il est relevé de son poste de chef de la police et obtient un poste de conseiller. 
En 1984, il quitte la police plus d'un an avant sa retraite, mécontent d'une réprimande du ministre Koos Rietkerk. La fête d'adieu de Toorenaar est critiquée par le commissaire en chef Jaap Valken. Selon lui, la présence de « informateurs importants » comme Pistolen Paultje (nl) était  « honteuse pour la police ». La fête est organisée par les acteurs Rijk de Gooyer et Hans Boskamp (en) et le pilote automobile Tonio Hildebrand (nl). Après sa retraite, Toorenaar dirige une agence de détectives.

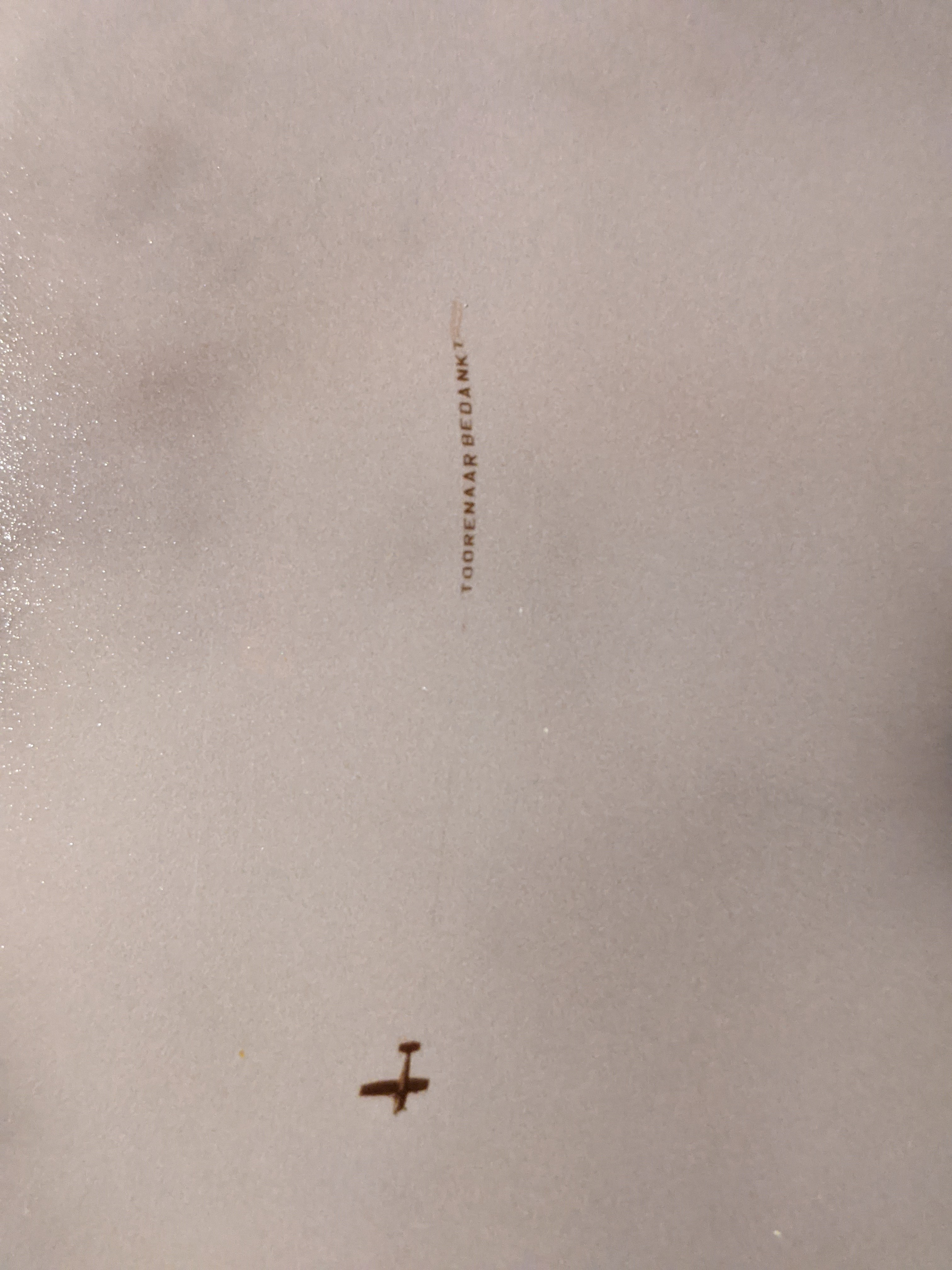
Avion faisant flotter une affiche sur lequel est écrit " Toorenaar bedankt ", qui signifie " Merci Toorenaar " à l'occasion de la fête de son départ à la retraite

En 1985, il confie ses archives au journaliste Peter R. de Vries, qui en fait alors un livre Uit de dossiers van commissaris Toorenaar (Extrait des dossiers du commissaire Toorenaar).
Il décède à Amsterdam, le 25 novembre 1994.

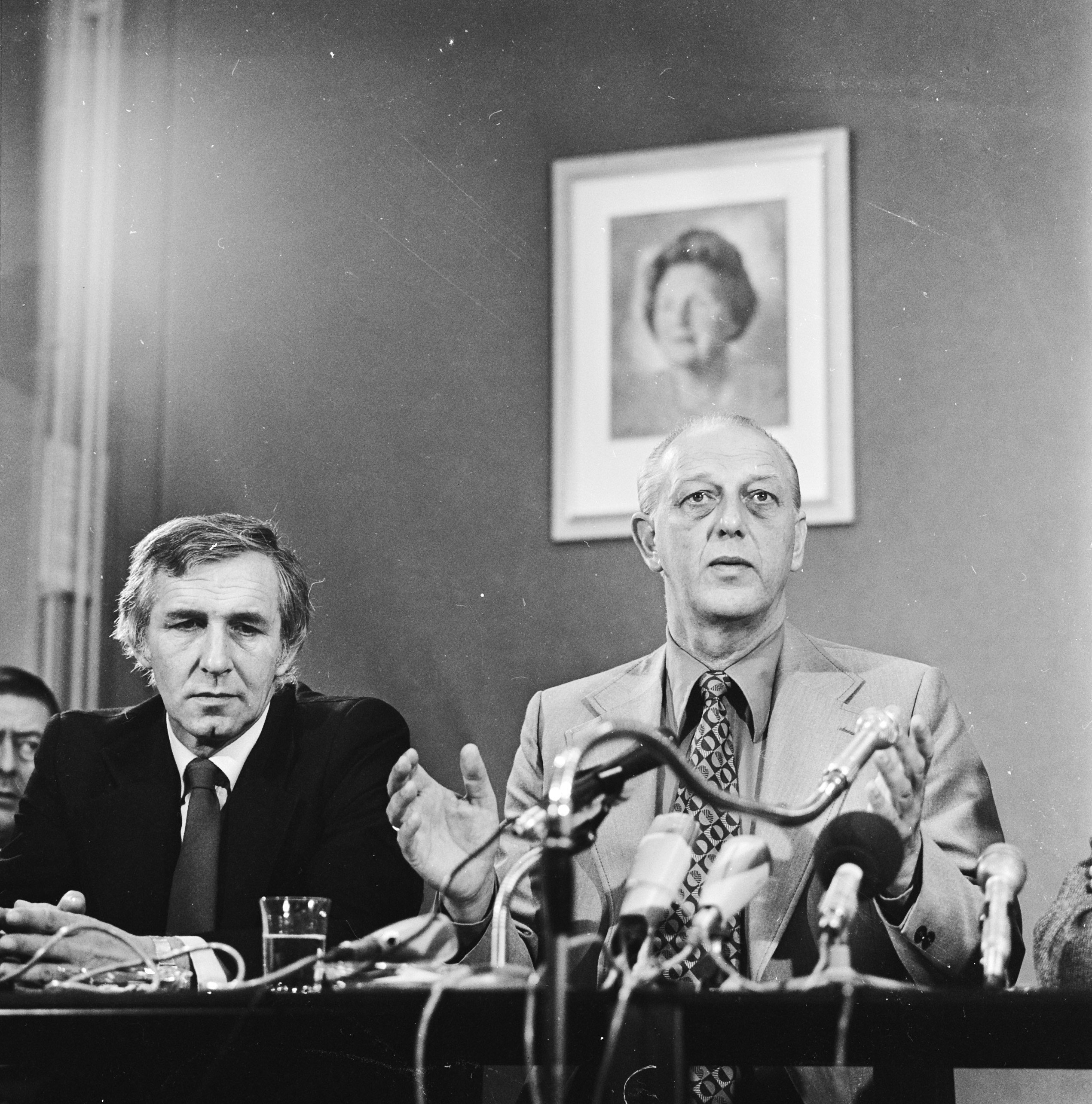
Toorenaar lors d'une conférence de presse pendant l'affaire Caransa, 1977.
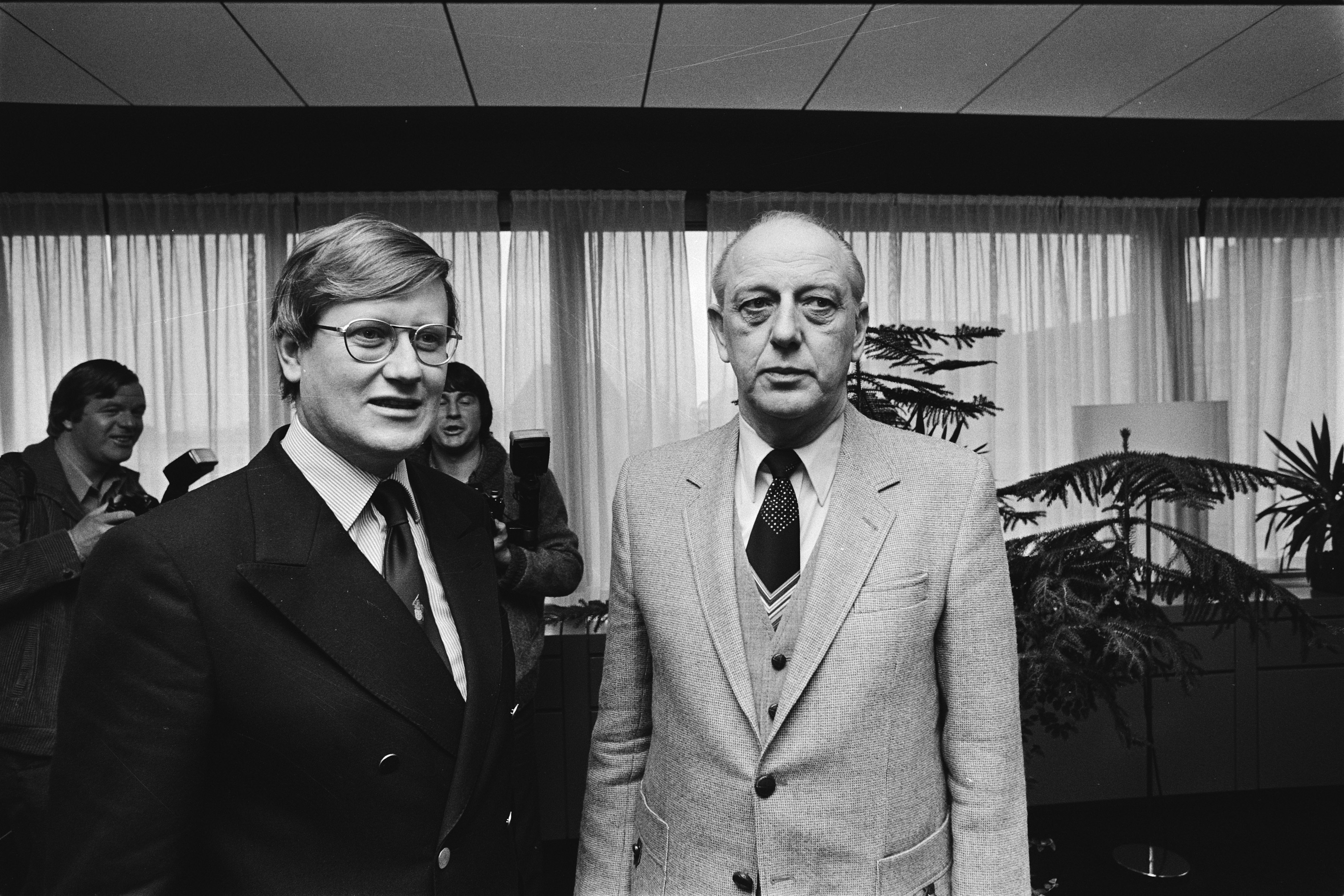
Toorenaar avec le ministre Hans Wiegel en 1980.